# Тулубьев, Виктор Михайлович
Виктор Михайлович Тулу́бьев (1920- 1998) — советский артист балета и балетный педагог. Лауреат Сталинской премии второй степени (1950).

## Биография
Родился 27 января 1920 года в Петрограде. 
По окончании Ленинградского хореографического училища (педагог В. И. Пономарёв) работал в ЛМАТОБ (Ленинградский малый академический театр оперы и балета) (1939—1963). Ведущий артист, исполнитель обширного, прежде всего, комедийного репертуара. 
В 1953—1964 годах преподавал в Ленинградском ДК имени М. Горького, в 1963—1967 годах — в ЛМАТОБ, в 1967—1969 годах — в Каирском высшем балетном институте, в 1969—1985 годах — в ЛАХУ имени А. Я. Вагановой, в 1970—1976 годах — в Оперной студии ЛГК имени Н. А. Римского-Корсакова.
Умер в 1998 году.

## Балетные партии
Первый исполнитель
- 1947 — «Чудесная фата» С. А. Заранек (балетмейстер Н. А. Анисимова) — Баба Яга
- 1948 — «Доктор Айболит» И. В. Морозова (балетмейстеры Б. А. Фенстер и Г. И. Исаева) — Бармалей
- 1951 — «Весёлый обманщик» К. А. Корчмарёва (балетмейстеры Б. А. Фенстер и К. Джапаров) — Алдар-Косе
- 1952 — «Сольвейг» Э. Грига (балетмейстер Л. В. Якобсон) — Дружко
- 1953 — «Семь красавиц» К. А. Караева (балетмейстер П. А. Гусев) — Начальник стражи
- 1957 — «Ивушка» О. А. Евлахова (балетмейсер Н. А. Анисимова) — Шут
- «Тщетная предосторожность» Л. Герольда — Никез
- «Фадетта» Л. Делиба — Рене
- «Корсар» А. Адана — Ахмет
- «Сильнее любви» Г.-Р. Н. Синисало — Гармонист
- «Директивный бантик» Д. Д. Шостаковича — Начальник номенклатурных единиц
- «Сказка о попе и о работнике его Балде» М. И. Чулаки — Бесёнок, Пугало
- «Мнимый жених» М. И. Чулаки — Труффальдино
- 1949 — «Юность» М. И. Чулаки (балетмейстер Б. А. Фенстер) — Петька

## Награды и премии
- Сталинская премия второй степени (1950) — за исполнение партии Петьки в балетном спектакле «Юность» М. И. Чулаки (1949)